# Gianni Bongioanni
Gianni Bongioanni (* 6. August 1921 in Turin; † 21. Januar 2018 in Rom) war ein italienischer Regisseur.

## Leben
Bongioanni begann bereits 1952 für die RAI zu arbeiten; er war für Organisation zuständig und zeigte sich in seinen Dokumentationen als scharfer Beobachter des schwierigen Alltags in Italien. Zu Beginn der 1970er Jahre wandte er sich fiktiven Stoffen zu und zeichnete für einige der besten Fernsehproduktionen dieser Zeit verantwortlich, darunter Una donna nach dem Roman von Sibilla Aleramo. Bis ins neue Jahrtausend blieb er diesem Metier verbunden. Ein einziges Mal drehte er für das Kino: 1963 schuf er – nach eigenem Drehbuch und in eigener Fotografie – mit Drei von uns ein im Noir-Stil gedrehtes, heute vergessenes Werk über italienische Einwanderer in Deutschland.
2008 veröffentlichte er das Buch Professioniste regista.

## Filmografie (Auswahl)
- 1963: Drei von uns (Tre per una rapina)